# Nicolaus Ringius
Nicolaus Ringius, född omkring 1550, var en svensk författare.
Nicolais Ringius var smålänning, och verkar från omkring 1580 ha bedrivit studier i Växjö under prästerlig ledning. 1585 började han en flerårig studieresa till tyska universitet som informator för Johan de Mornay. Efter ett års bibelexegetiska studier vid Rostocks universitet under David Chytraeus begav sig Ringius och hans lärjunge till Wittenbergs universitet. Där utgav Ringius hösten 1587 sitt stora verk Prognosticon theologicum och nvttigh undervijsning om domadags närwarelse. I oktober 1588 inskrevs han vid Tübingens universitet och disputerade där 1589 för magistergraden på avhandlingen De Cometis, theses meteorologicæ. Ringius vidare öden är inte kända. Inget tyder på att han fått någon anställning i Sverige. Hans huvudverk, Prognosticon theologicum, är ett av de intressantaste arbetena i det sena 1500-talets svenska litteratur. Ringius försökte där bevisa, att världens ände och yttersta domen var nära förestående. De åtta första kapitlen utgör huvudsakligen utläggningar av Bibeln, de två sista, mer än hälften av verket, bygger på astrologiska beräkningar. Ringius framlägger den lutherska historieuppfattningen och eskatologin, som den utformades under religionskrigen med påven betraktad som Antikrist. I sin dissertation över kometerna framlade Ringius den gängse naturfilosofins uppfattning av kometerna som tecken på Guds vrede och kommande olyckor och som maningar till bot.